# Artabotrys gossweileri
Artabotrys gossweileri är en kirimojaväxtart som beskrevs av Baker f. och Arthur Wallis Exell. Artabotrys gossweileri ingår i släktet Artabotrys och familjen kirimojaväxter. Inga underarter finns listade i Catalogue of Life.